# Langues murutiques
Les langues murutiques sont un sous-groupe de langues de la branche malayo-polynésienne des langues austronésiennes. 
Elles sont parlées sur l'île de Bornéo, en Malaisie, dans l'État de Sabah et en Indonésie, dans le Kalimantan.

## Particularités du groupe

Les langues philippines-bornéo

Les langues murutiques sont souvent présentées comme étant apparentées, avec d'autres groupes de langues parlés sur l'île de Bornéo aux langues philippines et formant un groupe philippines-bornéo.
Cette parenté est rejetée par Blust et Adelaar. Pour ces deux linguistes, le murutique est rattaché aux langues sabahanes. Celles-ci forment, avec les langues sarawak du Nord, les langues bornéo du Nord, un des sous-groupes du malayo-polynésien occidental.

## Liste des langues
Les langues murutiques sont :
- keningau murut
- okolod
- paluan
- selungai murut
- tagal murut
- timugon murut
- bookan

## Sources
- (en) Adelaar, Alexander, The Austronesian Languages of Asia and Madagascar: A Historical Perspective, The Austronesian Languages of Asia and Madagascar, pp. 1-42, Routledge Language Family Series, Londres, Routledge, 2005,  (ISBN 0-7007-1286-0)